# Nick Hækkerup
Nick Hækkerup (ur. 3 kwietnia 1968 w Fredensborgu) – duński polityk, prawnik i samorządowiec, parlamentarzysta, w latach 2011–2015 i 2019–2022 minister.

## Życiorys
Wywodzi się z rodziny o tradycjach politycznych. Jego dziadek Per Hækkerup był m.in. ministrem spraw zagranicznych. Jego ojciec Klaus Hækkerup zasiadał w duńskim parlamencie.
Nick Hækkerup ukończył w 1994 studia prawnicze na Uniwersytecie Kopenhaskim. Krótko pracował w duńskim trybunale podatkowym (Landsskatteretten). Następnie powrócił na uczelnię, na której doktoryzował się w 1998, po czym został pracownikiem naukowo-dydaktycznym.
Zaangażował się w działalność polityczną w ramach Socialdemokraterne, awansował w partyjnej strukturze, zajmując od 2005 do 2012 stanowisko wiceprzewodniczącego tego ugrupowania. Od 1994 był radnym gminy Hillerød, w latach 2000–2007 sprawował urząd jej burmistrza. W wyborach w 2007 uzyskał mandat posła do Folketingetu, który utrzymał także w 2011.
W październiku 2011 objął urząd ministra obrony w pierwszym rządzie Helle Thorning-Schmidt. W sierpniu 2013 przeszedł na stanowisko ministra ds. europejskich. W lutym 2014 został natomiast ministrem zdrowia w drugim gabinecie dotychczasowej premier. Funkcję tę pełnił do czerwca 2015, w tym samym roku oraz w 2019 zapewniał sobie parlamentarną reelekcję. W czerwcu 2019 objął funkcję ministra sprawiedliwości w rządzie Mette Frederiksen.
Powołany na prezesa zrzeszenia piwowarskiego Bryggeriforeningen (od czerwca 2022), w związku z czym w maju 2022 odszedł z rządu i parlamentu.